# Emaxwell Souza de Lima
Emaxwell Souza de Lima, meglio noto come Maxwell (Maceió, 11 febbraio 1995), è un calciatore brasiliano, attaccante del Persija.

## Carriera
Ha mosso i suoi primi passi nel CRB, squadra del suo stato natale, l'Alagoas. In seguito è stato ceduto al Comercial-AL, che lo ha girato in prestito a Red Bull Brasil, Tupi, CRB e ABC. Il 6 novembre 2018 è stato ceduto a titolo definitivo al Resende, dove si è messo in mostra realizzando 7 reti in 14 partite nel Campionato Carioca, attirando l'attenzione degli svedesi del Kalmar, che hanno deciso di acquistarlo. Dopo aver trascorso la stagione 2019 in Scandinavia collezionando 14 presenze in campionato, è tornato in Brasile, venendo ceduto in prestito prima al Cuiabá, poi allo Sport Recife, quindi al Guarani e successivamente alla Chapecoense.

## Palmarès

### Club

#### Competizioni statali
- Campionato Alagoano: 2

CRB: 2015, 2017
- Campionato Potiguar: 1

ABC: 2018